# Gorlivka
Górlivka (ukrajinsko Горлівка, latinizirano: Gorlivka, rusko Горловка, latinizirano: Gorlovka) je mesto v pokrajini Donbas na vzhodu Ukrajine, okoli 40 kilometrov severovzhodno od Donecka. Ime je dobilo po ruskem rudarskem inženirju Pjotru Gorlovu, ki je leta 1867 tam odprl premogovnik. Poleg proizvodnje premoga je v mestu razvita strojegradnja in kemična industrija.
Gorlivka je od 2014 okupirana s strani Rusije.

## Zgodovina

### Nastanek mesta
Prva naselja na območju Gorlivke so nastala v začetku 18. stoletja, ko so zaporoški kozaki ustanovili kmetije ob rekah Korsun, Balka Zalizna in Luhan. Gorlivka je bila uradno ustanovljena leta 1779 pod imenom Gosudariv Bajrak.
Ob začetku gradnje železnice Kursk-Harkov-Azov leta 1867, je bila v Gosudariv Bajraku ustanovljena delavska vas in je bila 1869 preimenovana v Gorlivko. V času gradnje železnice se pričelo tudi industrijsko kopanje premoga v Gorlivki. Med leti 1871 in 1874 je bil zgrajen rudnik Korsunarska Kopanka Št. 1, ki je bil takrat največji rudnik premoga v Donbasu. Leta 1879 je tam delalo več kot tisoč rudarjev, ki so v tistem letu izkopali približno 80.000 ton premoga. V letu 1879 so odkrili zaloge cinabarita iz katerega se pridobiva živo srebro. Do 1886 so zgradili rudnik in tovarno za predelavo rude in proizvodnjo živega srebra. V sledečih letih je bilo odprtih še več drugih rudnikov. 1897 je bila v Gorlivki zgrajena tovarna za proizvodnjo strojev, za potrebe katere je bila zgrajena četrt za 3.000 delavcev. V okolici Gorlivke so bile zgrajene še druge tovarne s svojimi naselji, ki so se sčasoma pridružila mestu.

### Ukrajinska ljudska republika
Decembra 1917 so Gorlivko zasedle enote boljševikov. 28. februarja 1918 so v Gorlivki potekale demonstracije med katerimi so prebivalci zažgali zastavo ruske nacionalistične oraganizacije Sindikat resnično ruskih. 24. aprila 1918 so se mestu približale enote Ukrajinske ljudske republike in se obranile napada boljševikov iz Gorlivke ter jo v protinapadu 27. aprila zasedle. Rdeča armada je Gorlivko zopet zasedla med Sovjetsko invazijo na Ukrajino leta 1919.

### Sovjetska zveza
Leta 1898 je v Gorlivki živelo 10.000 ljudi, 1916 30.000 ter 1926 23.100. Mestne pravice je dobila leta 1932. Do leta 1939 se je prebivalstvo povečalo na 181.500 ljudi. V sklopu industrializacije Sovjetske zveze so bili rudniki premoga razširjeni ter zgrajene različne tovarne (dušikova gnojila, eksploziv).
Po letu 1970 je rudarjenje premoga doseglo vrhunec ter začelo stagnirati. V Gorlivki je na vrhuncu delovalo 9 rudnikov premoga, nekateri so bili največji v Donbasu.

#### Druga svetovna vojna
Nemčija je Gorlivko okupirala med 29. oktobrom 1941 in 5. septembrom 1943. Leta 1939 je v mestu živelo 2.339 Judov. Večina jih je pred okupacijo pobegnila globlje v Sovjetsko zvezo. Judje, ki so ostali v mestu so bili večinoma umorjeni v zimi 1941-1942. Po sovjetskih dokumentih je bilo ubitih okoli 150 Judov. Po nemških poročilih je bilo v Gorlivki in bližni Makijivki ubitih 369 Judov.

### Ukrajina
Po razpadu Sovjetske zveze je mesto stagniralo, propadlo je več tovarn in podjetij, število prebivalcev je upadlo.
6. avgusta 2013 je v tovarni umetnih gnojil Stirol prišlo do večje industrijske nesreče s kemikalijami. V zrak je bila spuščena večja količina amonijaka zaradi katerega je umrlo 5 ljudi, 23 pa je bilo poškodovanih.

#### Vojna v Donbasu
V aprilu 2014 je skupina separatistov iz samooklicane Donecke ljudske republike prevzela nadzor nad mestom. Separatisti so 11. junija pridržali župana Jevgena Klepa in ga izpustili na prostost 18. julija. Lokalnega načelnika policije Andrija Kriščenka so separatisti zajeli in ga hudo pretepli. Člana mestnega sveta, Volodimirja Ribaka, so separatisti ugrabili 17. aprila, njegovo truplo je bilo odkrito v bližnji reki 22. aprila.
V juliju 2014 so se v okolici mesta bili hudi boji, v del predmestja je ukrajinska vojska vstopila 21. julija. Po osvoboditvi Lisičanska je Gorlivka postala prioriteta ukrajinske vojske, ki je mesto smatrala za pot do Donecka. V sledečih letih je bila Gorlivka delno obkoljena s strani ukrajinske vojske, ki je nadzirala predmestja in okoliške vasi.
V spomladi 2019 je ukrajinska vojska prodrla v globlje v Gorlivko. Proruske separatistične sile so maja neuspešno poskusile ponovno zavzeti izgubljene položaje.
2020 je bil večji del Gorlivke še vedno pod nadzorom proruskih separatistov. Junija 2020 se je v Rusiji izšolani bivši vodja propagande DLR v Gorlivki predal ukrajinski obveščevalni službi SBU.

#### Ruska invazija na Ukrajino 2022
V začetku leta 2022 pred rusko invazija na Ukrajino 24. februarja so ukrajinske sile poročale v povečanju obstreljevanja iz Gorlivke. V začetku marca so ukrajinske sile napadle ruske pozicije v okupirani Gorlivki. V maju je Rusija iz Gorlivke izvedla neuspešen napad na ukrajinske sile.
Vojaška obveščevalna služba ukrajinskega ministrstva za obrambo je 15. septembra 2022 poročala, da so okupatorske sile v Gorlivki mobilizirale 6.000 domačinov. Zaradi te in prejšnjih mobilizacij v DLR ter pobega prebivalcev v Gorlivki ni več bilo moških primerne starosti za mobilizacijo.
16. avgusta 2023 je ukrajinski Nacionalni center za odpor poročal, da so mestni uradniki nastavljeni s strani okupatorskih sil poročali, da je bilo več kot 20.000 domačinov Gorlivke ubitih po mobilizaciji v Rusko vojsko.

## Prebivalstvo
Ob popisu prebivalstva leta 2001 je bila etnična sestava prebivalstva naslednja:
- Ukrajinci: 160 397 (51,4 %)
- Rusi: 139 980 (44,8 %)
- Belorusi: 4079 (1,3 %)
- Tatari: 876 (0,3 %)
- Armenci: 784 (0,3 %)
- Moldavci: 720 (0,2 %)
- Azerbajdžanci: 647 (0,2 %)

Prvi jezik po popisu 2001:
- ruščina: 85,1 %
- ukrajinščina: 13,9 %
- beloruščina: 0,1 %
- armenščina: 0,1 %